# Дерпен
Дерпен (нім. Dörpen) — громада в Німеччині, розташована в землі Нижня Саксонія. Входить до складу району Емсланд. Центр об'єднання громад Дерпен.
Площа — 33,06 км2. Населення становить 5522 ос. (станом на 31 грудня 2021).